# Корстен, Ферри
Фе́рри Ко́рстен (нидерл. Ferry Corsten, род. 4 декабря 1973, Роттердам, Нидерланды, также известный под псевдонимом System F) — нидерландский диджей, продюсер, композитор и создатель ремиксов. В 2010 году DJ Magazine расположил его на 9 место в списке 100 лучших диджеев мира. Также ведет своё собственное еженедельное радио-шоу Corsten’s Countdown, транслируемое на DI.fm, XM Satellite Radio, Радио Рекорд и KISS FM (Украина).

## Биография
Свою первую запись Ферри создал в возрасте 16 лет, однако официально считается, что его карьера началась в 27-летнем возрасте. На свою первую музыкальную клавиатуру Ферри накопил деньги занимаясь мойкой автомобилей, после чего начал миксовать аудио кассеты и продавать соседским ребятам. Позже начал давать живые представления со своим другом Робертом Смитом, за которые даже получил в 1989 году награду «De Grote Prijs van Nederland». Сингл «Don’t Be Afraid», был первым из синглов Ферри, которые получили место в чартах. Сингл был выпущен под псевдонимом Moonman.
В феврале 1999 года второй сольный проект Ферри под названием System F выпускает альбом «Out of the Blue». Сингл «Out of the Blue», а затем и «Cry», созданный совместно с Робертом Смитом, попадают в UK Top 20.
Набирающая обороты популярность Ферри в конце 90х сопровождается совместными проектами с известными диджеями и музыкантами, такими как DJ Tiësto (Gouryella), Vincent de Moor, Robert Smit. Трек «Gouryella», выпущенный проектом Gouryella, получает 15е место в UK Top 20 и завоевывает места в хит-парадах по всему миру.
В 1999 году Ферри присуждают звание «Продюсер года» на Ericsson Muzik Award в Лондоне. В 2000 году Ферри получает престижную награду «Silver Harp» за значительный и выдающийся вклад в музыку Нидерландов.
С этого времени Ферри занимается только электронной танцевальной музыкой. Десять его танцевальных треков получают «Золотой статус». В 2003 году Ферри участвует в создании ремиксов песен популярной японской певицы Аюми Хамасаки. Ремикс на песню Ayumi Hamasaki «Connected» выпускается в Германии отдельным синглом и расходится тиражом 4 миллиона копий.
В 2004 году Ферри выпускает альбом уже под своим именем. Впервые он его представляет во время своего 8-часового сета в Heineken Music Hall перед аудиторией в 4500 человек.
В 2005 году Ферри основывает свой собственный лейбл звукозаписи Flashover Recordings, под которым в 2006 году выпускает свой новый альбом «L.E.F.».
18 апреля 2007 года живое выступление Ферри Корстена транслируется в 130 странах мира по каналам WorldSpace Satellite Radio, XM Satellite Radio, AOL и Direct TV. 4 июля 2007 года Корстен представляет своё радиошоу «Corsten’s Countdown», в котором проигрывает наиболее популярные электронные танцевальные композиции. Шоу Корстена транслируется во многих странах, в том числе и в России на Радио Рекорд.

## Личная жизнь
Женат с 2002 года на Lia Colayco.
В 2008г родилась дочь Gabriella
В 2014г родился сын Seb

## Дискография

### Студийные альбомы
- 1996 Santa’s X-Mas Dance Party (as Dj Sno-White)
- 1996 Looking Forward (as Ferr)
- 2001 Out of the Blue (as System F)
- 2003 Right of Way
- 2003 Together (as System F)
- 2006 L.E.F.
- 2008 Twice In A Blue Moon
- 2009 Twice In A Blue Moon(Remixed)
- 2009 Twice In A Blue Moon(Remixed2)
- 2010 Once Upon A Night
- 2010 Once Upon A Night (vol.2)
- 2012 W.K.N.D.
- 2017 Blueprint
- 2024 Connect

## Достижения

### Награды
- 1989 De Grote Prijs van Nederland
- 1999 Продюсер года (Ericsson Muzik Awards) Лондон
- 1999 Trance Nation 1 — Platinum Sales Award
- 1999 Trance Nation 2 — Gold Sales Award
- 1999 Gold Sales Award (Art of Trance — Madagascar (Ferry Corsten Remix))
- 1999 Trance Nation 3 — Gold Sales Award
- 1999 Gold Sales Award (System F — Out the of Blue)
- 1999 Trance Nation 4 — Gold Sales Award
- 1999 Gold Sales Award (Gouryella — Gouryella)
- 2000 Gold Sales Award (Gouryella — Walhalla)
- 2000 Gold Sales Award (Ferry Corsten — Cry)
- 2000 Gold Sales Award (Veracocha — Carte Blanche)
- 2000 Dancestar Award: Лучший продюсер года
- 2000 Silver Harp Award за значительный и выдающийся вклад в музыку Нидерландов
- 2001 Trance Nation 2001 — Silver Sales Award
- 2001 Gold Sales Award (System F Feat. Armin van Buuren — Exhale)
- 2002 Gold Sales Award (Ferry Corsten — Punk)
- 2003 BG Magazine Dance Awards: номинация «Лучший хит» (за трек «Rock Your Body Rock»)
- 2005 Лучший трансовый диджей Ивисы
- 2007 Лучший трансовый диджей Ивисы
- 2007 SLAM!FM Диджей года

### Номинации
- 2004 IDMA Лучший интернациональный DJ
- 2004 IDMA Лучшая компиляция (Ferry Corsten: Mixed Live)
- 2004 IDMA Лучший продюсер
- 2004 TMF Dutch Awards Лучший национальный диджей
- 2004 TMF Dutch Awards Лучшее видео (Rock Your Body Rock)
- 2005 IDMA 20TH Annual International Dance Music Awards
- 2005 IDMA Лучшее танцевальное видео (Punk)
- 2005 IDMA Лучший продюсер
- 2005 IDMA Лучший создатель ремиксов
- 2006 IDMA Best Ortofon European DJ
- 2007 IDMA Best Ortofon European DJ
- 2008 IDMA Best Ortofon European DJ
- 2008 IDMA Best Ortofon Global DJ